# Dadibi
Dadibi (també dit Daribi o Karimui) és un idioma de Papua Nova Guinea. L'any 2001 es va traduir la Bíblia completa al dadibi.